# 小川町
小川町（おがわまち）は、埼玉県の中部に位置し、比企郡に属する町。

## 概要
比企郡西部の中核をなす町である。江戸から川越を抜けて秩父に向かう街道が町を東西に抜けており、古くはその地理的な優位性から六斎市が立つなど地域の商業中心であった。
外秩父の山に囲まれた小川盆地に市街地があり、その地勢から「武蔵の小京都」の異名を持ち、全国京都会議に加盟しており、伝統工芸の和紙で知られる。
名誉町民である元・埼玉県議会議長小久保太郎の作詞による「ピッカリ千両節」は、町の歌とも言われ、これによれば「山の町、酒の町、紙の町」である。

## 地理

### 位置
比企地方及び県南西部の最も北西に位置し、秩父地方のすぐ外側に位置する。市街地は小川盆地にあり、外秩父山地に囲まれている。町の北東部は東松山台地を挟んで比企北丘陵の西端がかすめる。
また関東に2つしかない、市に隣接しない自治体である（もう一つは群馬県草津町）。面積は60.36km2。

### 地域

#### 住宅団地
- 小川パークヒル
- 小川みどりが丘

### 人口
| |                                        |  |
| 小川町と全国の年齢別人口分布（2005年） | 小川町の年齢・男女別人口分布（2005年） |  |
| ■紫色 ― 小川町 ■緑色 ― 日本全国 | ■青色 ― 男性 ■赤色 ― 女性              |  |
| 小川町（に相当する地域）の人口の推移 \| 1970年（昭和45年） \| 25,641人 \| \| \| 1975年（昭和50年） \| 26,084人 \| \| \| 1980年（昭和55年） \| 27,045人 \| \| \| 1985年（昭和60年） \| 29,232人 \| \| \| 1990年（平成2年） \| 33,709人 \| \| \| 1995年（平成7年） \| 37,822人 \| \| \| 2000年（平成12年） \| 37,301人 \| \| \| 2005年（平成17年） \| 35,401人 \| \| \| 2010年（平成22年） \| 32,900人 \| \| \| 2015年（平成27年） \| 31,178人 \| \| \| 2020年（令和2年） \| 28,524人 \| \| |                                        |  |
| 総務省統計局 国勢調査より |                                        |  |
| 1970年（昭和45年） | 25,641人                               |  |
| 1975年（昭和50年） | 26,084人                               |  |
| 1980年（昭和55年） | 27,045人                               |  |
| 1985年（昭和60年） | 29,232人                               |  |
| 1990年（平成2年） | 33,709人                               |  |
| 1995年（平成7年） | 37,822人                               |  |
| 2000年（平成12年） | 37,301人                               |  |
| 2005年（平成17年） | 35,401人                               |  |
| 2010年（平成22年） | 32,900人                               |  |
| 2015年（平成27年） | 31,178人                               |  |
| 2020年（令和2年） | 28,524人                               |  |

- 人口：28,871人
  - 男性：14,357人
  - 女性：14,514人
- 世帯数：13,030世帯
- 人口密度：478.31人/km2

（2023年2月24日現在）

### 隣接自治体
埼玉県
- 比企郡：嵐山町、ときがわ町
- 大里郡：寄居町
- 秩父郡：東秩父村

## 歴史
- 古代から近世にかけての小川町域は主として武蔵国比企郡に属し、一部の地域は男衾郡に属していた。

### 近代
明治時代
- 1869年（明治2年）
  - 1月28日 (旧暦) - 武蔵知県事・宮原忠治の管轄区域をもって大宮県が発足（県庁は日本橋馬喰町）。ほか町域では久留里県・前橋県・品川県に属した村もあり。
  - 9月29日 (旧暦) - 県庁が浦和に移転し、大宮県から浦和県に改称。
- 1871年（明治4年）11月14日 (旧暦) - 浦和県・忍県・岩槻県の3県が合併して埼玉県が誕生。
- 1889年（明治22年）4月1日 - 町村制施行に伴い、小川村・西大塚村・下里村・角山村が合併し、比企郡小川町が成立する。

### 近現代
昭和時代（戦後）
- 1955年（昭和30年）2月11日 - 小川町・大河村・竹沢村・八和田村が合併し、小川町となる。
- 1956年（昭和31年）1月1日 - 大里郡寄居町の西古里地区と鷹巣地区のそれぞれ一部を編入する。

### 現代
平成時代
- 2003年（平成15年）
  - 3月3日 - 比企地区任意合併協議会設置（東松山市・比企郡滑川町・嵐山町・小川町・都幾川村・玉川村・吉見町・秩父郡東秩父村）
  - 4月1日 - 協議会事務局設置（東松山市役所内）
  - 5月21日 - 第4回協議会において比企地区任意合併協議会解散を決定
  - 7月 - 滑川町・嵐山町・小川町・都幾川村・玉川村・東秩父村の6町村は合併研究会を設置。
  - 12月 - 滑川町・嵐山町・小川町・都幾川村・玉川村・東秩父村の6町村は比企地域3町3村合併協議会を設置
- 2004年（平成16年）
  - 7月 - 滑川町で合併の枠組みを問う住民投票を行った結果、東松山市・吉見町を含む8市町村で合併が過半数を占めたために滑川町は比企地域3町3村合併協議会から離脱
  - 8月 - 比企地域3町3村合併協議会が解散
- 2018年（平成30年）4月2日 - 町内のお昼の時報チャイムを「エーデルワイス」から、地元で作られた曲である「小京都小川」へと変更された。

令和時代
- 2023年（令和5年）3月13日 - 町内の中心駅「小川町駅」が東武東上線のダイヤ改正により、日中時間帯に池袋へ直通する電車がなくなる。

## 政治

### 行政

#### 町長
- 町長：島田康弘（2022年6月13日就任、1期目）

#### 広域行政
一部事務組合
- 比企広域市町村圏組合：東松山市、滑川町、嵐山町、ときがわ町、川島町、吉見町、東秩父村とともに、障害程度区分審査会、介護認定審査会、東松山斎場の運営、比企広域消防本部の運営（川島町を除く）と火薬類取締法・液化石油ガス法・高圧ガス保安法に基づく事務（川島町を除く）を行なっている。
- 小川地区衛生組合：小川町、嵐山町、滑川町、ときがわ町、東秩父村とともに、ごみ処理（収集運搬を除く）とし尿処理を行なっている。

過去に設置されていた一部事務組合
- 埼玉中部資源循環組合：東松山市、桶川市、比企郡の6町（滑川町、嵐山町、当町、ときがわ町、鳩山町、吉見町、川島町（川島町は平成27年12月1日に加入））及び秩父郡東秩父村により平成27年4月1日に設立。可燃ごみ及び粗大ごみの新施設を建設する計画を立てていた。しかし、処理施設の付帯設備（温浴施設等）の建設及び建設後の管理費用負担について協議が纏まらなかったことなどもあり、計画が頓挫し、令和2年3月31日をもって組合は解散した。[3]

### 立法

#### 町議会
- 小川町議会：定数16

## 出先機関・施設

### 県政機関
- 埼玉県立小川げんきプラザ

### 施設

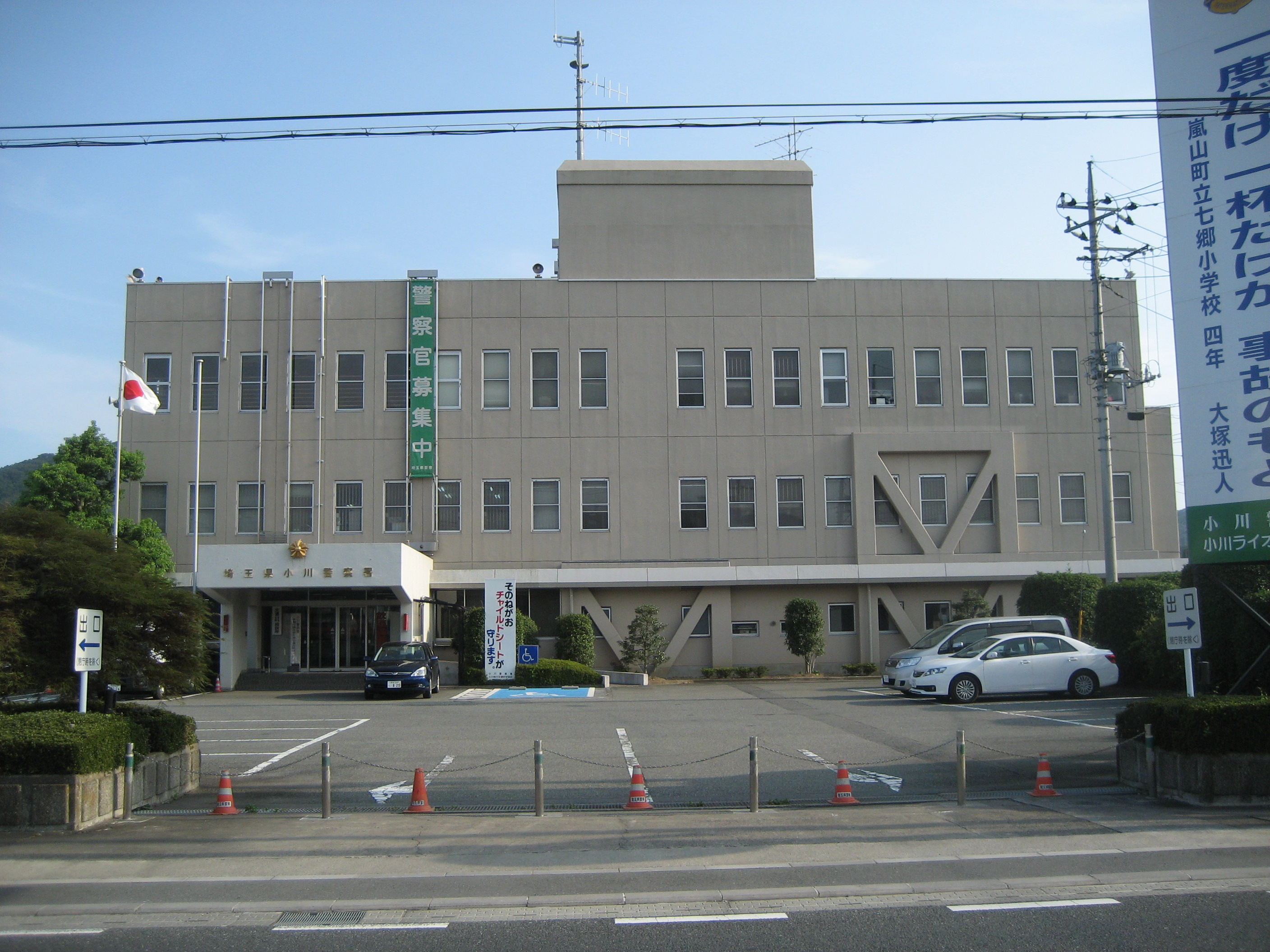
小川警察署

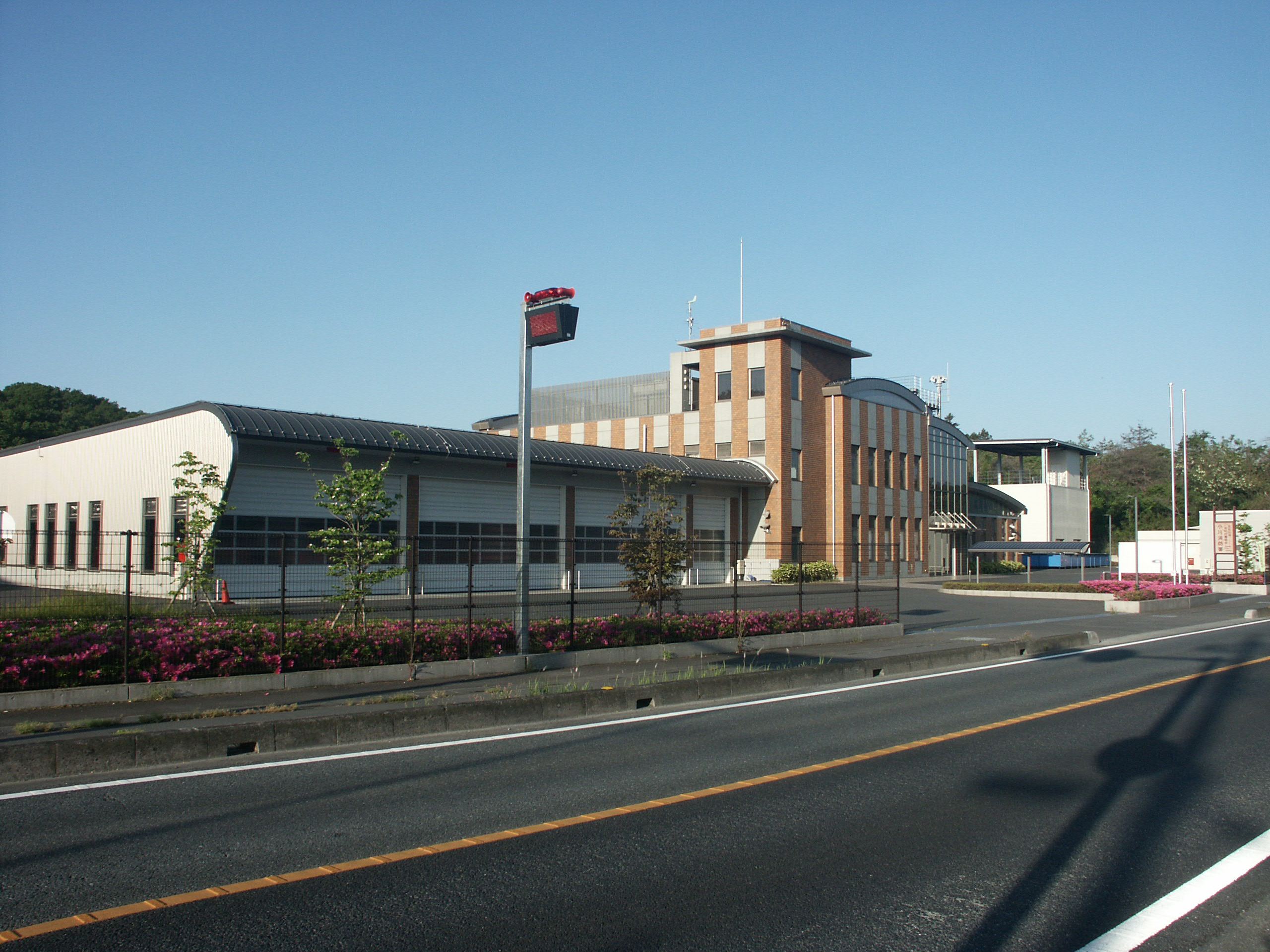
小川消防署

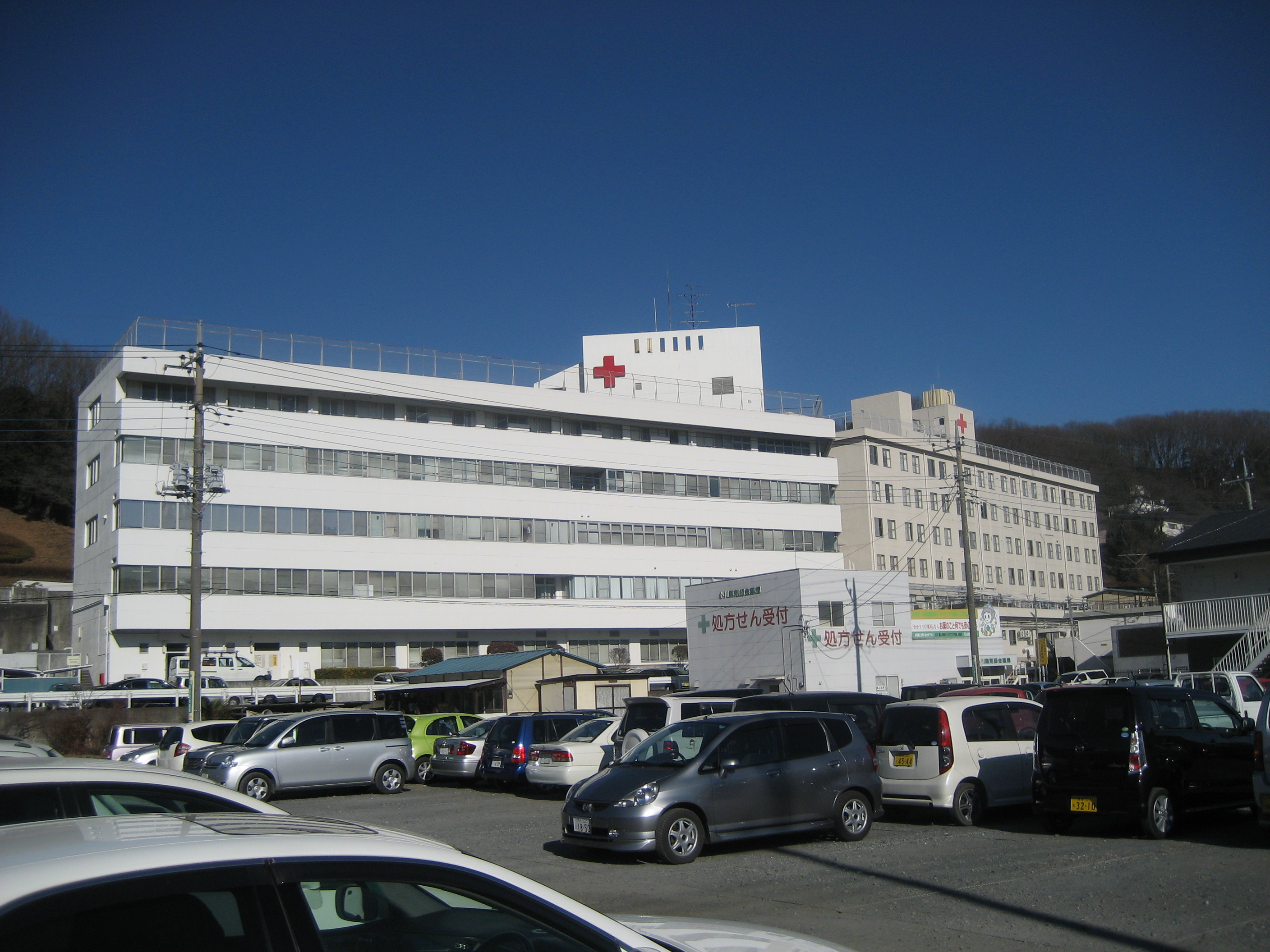
小川赤十字病院

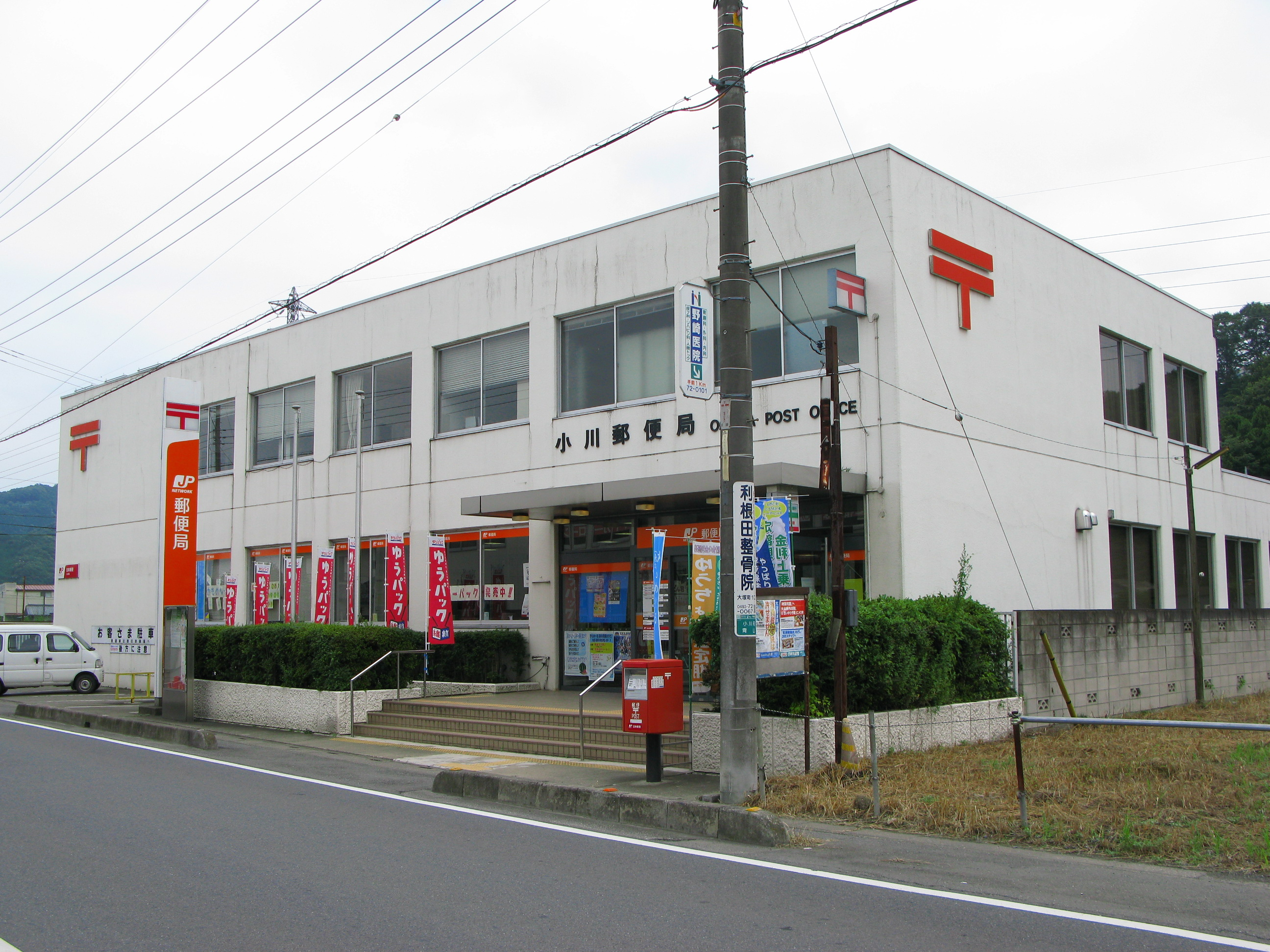
小川郵便局

#### 警察
本部
- 小川警察署

#### 消防
本部
- 比企広域消防本部（東松山市）

消防署
- 小川消防署

#### 医療・福祉
主な病院
- 小川赤十字病院
- 宏仁会小川病院
- 瀬川病院

#### 郵便局
郵便番号は町内全域が「355-03xx」（小川郵便局が集配を担当）である。
主な郵便局
- 小川郵便局
  - 小川腰越郵便局
  - 東小川郵便局
  - 小川みどりが丘郵便局
  - 東武竹沢駅前郵便局
  - 八和田郵便局
  - 小川本町簡易郵便局

#### 交流施設
- 総合福祉センター（パトリアおがわ）
- ふれあいプラザおがわ
- 中央公民館
- 大河公民館
- 竹沢公民館
- 八和田公民館
- 大塚コミュニティセンター
- 町民会館（リリックおがわ）

#### 文化施設
- 小川町立図書館：町内には1つの図書館と移動図書館がある。比企広域市町村圏域内公共図書館の相互利用協定により、東松山市、滑川町、小川町、ときがわ町、川島町、吉見町、鳩山町、秩父郡東秩父村に住まい・通学通勤している者なら利用可能。
- 小川和紙体験学習センター
- 小川町児童館
- 子育て支援センター
- 小川町ファミリーサポートセンター

#### 運動施設
- 小川町総合運動場
- 小川町立武道館
- 小川町都市公園
- 仙元山見晴らしの丘公園

## 対外関係

### 姉妹都市・提携都市

#### 国内
姉妹都市
- 2023年現在、姉妹都市・提携都市は存在しない。

その他
- 小京都
｢武蔵の小京都｣として全国京都会議に加盟している。

## 経済
古くから起業家精神（アントレプレナーシップ）が盛んな土地として知られ、東証一部上場のスーパー「ヤオコー」や、衣料品小売「しまむら」は、それぞれ小川町の八百屋「八百幸」、「島村呉服店」が発端である。この2社をとりあげた書籍『しまむらとヤオコー』（小川孔輔著、小学館）が2011年1月に発売されている。
また、埼玉県西部を中心に店舗網を持ち、1951年に大生無尽と合併した小川無尽（現・東和銀行）や、1999年11月12日に経営破綻した小川信用金庫（現・埼玉縣信用金庫）の本店所在地でもあった。

### 第一次産業
- 水嚢（すいのう）
- 徳川家康が関東移封時、諏訪頼忠が奈良梨に一時所領を与えられた。
- 農業（霜里農場など）

### 第二次産業
- 和紙（小川和紙）
- 絹織物
- 建具
- 日本酒（晴雲酒造、武蔵鶴酒造、松岡醸造[全国新酒鑑評会8年連続金賞受賞[4]（県内最多[5]）記録酒造]）
- 鬼瓦

### 金融機関
- 埼玉りそな銀行小川支店
- 武蔵野銀行小川支店
- 東和銀行小川支店
- 埼玉縣信用金庫小川支店
- JA埼玉中央農業協同組合
  - 小川支店、竹沢支店、八和田支店

## 情報・生活

### ライフライン

#### 電信
- NTT東日本

市外局番
市外局番は町内全域が「0493」。同一市外局番の地域との通話は市内通話料金で利用可能（東松山MA）。収容局は埼玉小川別局のみ。

## 教育

### 高等学校
県立
- 埼玉県立小川高等学校

### 中学校
町立
- 小川町立東中学校
- 小川町立西中学校
- 小川町立欅台中学校

### 小学校
町立
- 小川町立小川小学校
- 小川町立大河小学校
- 小川町立竹沢小学校
- 小川町立八和田小学校
- 小川町立みどりが丘小学校

## 交通

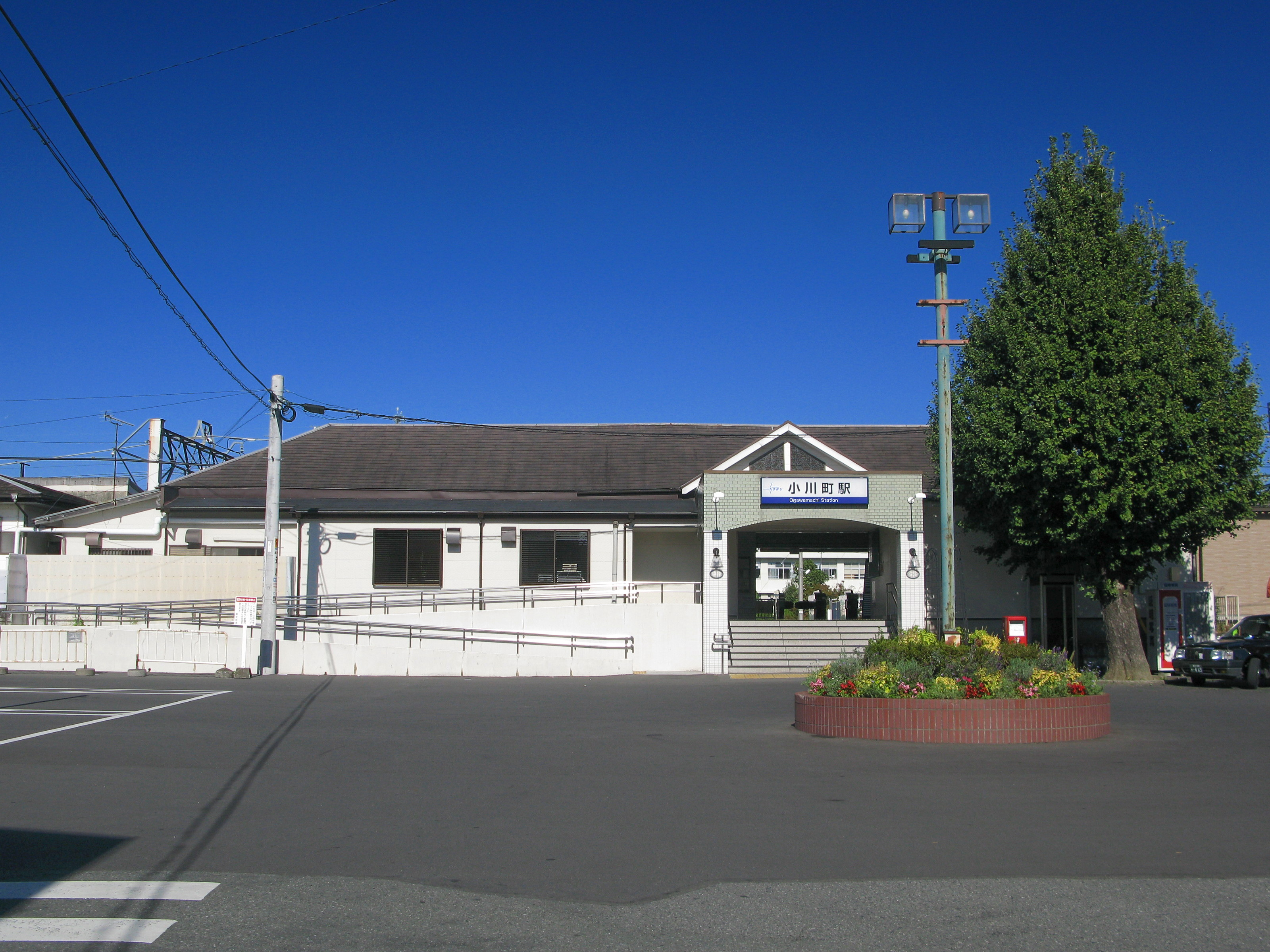
小川町駅

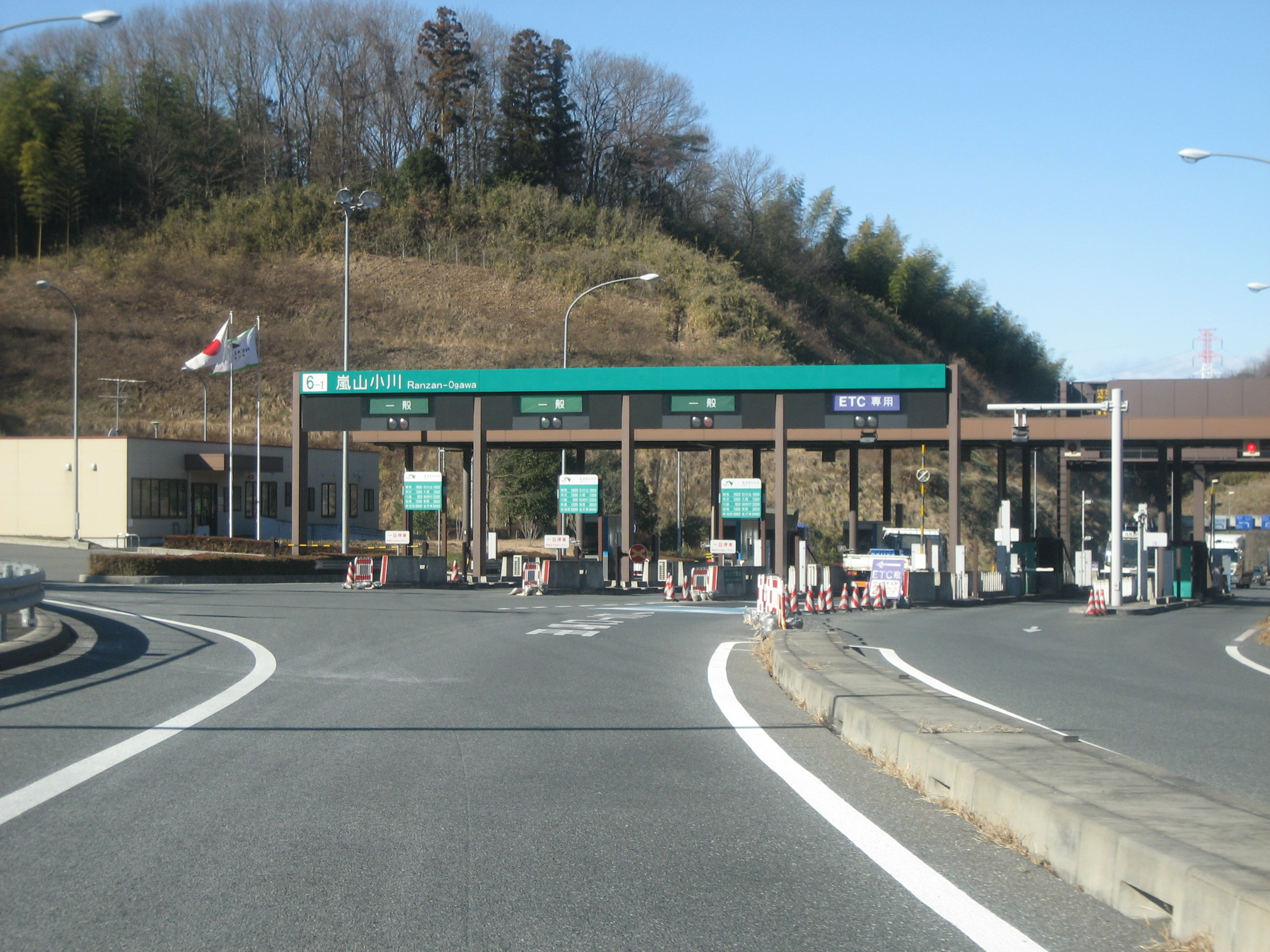
嵐山小川IC

### 鉄道
中心となる駅：小川町駅

#### 鉄道路線
東日本旅客鉄道（JR東日本）
- 八高線：- 小川町駅 - 竹沢駅 -

東武鉄道
- 東上本線（東武東上線）：- 小川町駅 - 東武竹沢駅

東京の池袋へは東上線の急行や快速急行で約1時間程度で行くことができる。土日祝日には副都心線や東急東横線を介して元町・中華街駅や新横浜駅・相鉄線方面へ直通する列車もある。また、町内には住宅団地（小川パークヒルなど）や大型マンションが建設されている。

### バス

#### 路線バス
町内のバスは東武グループの川越観光自動車が主に受け持っている。また、ときがわ町方面や東秩父村方面へ向かう路線は、廃止された路線を自治体が運行している路線であり、イーグルバスが委託運行を行っている。
- 小03 小川町駅 - みどりヶ丘循環（川越観光自動車森林公園営業所）
- 小07 小川町駅 - 小川パークヒル（川越観光自動車森林公園営業所）
- と06 日赤病院前 - 小川町駅 - せせらぎバスセンター（イーグルバス小川営業所：ときがわ町路線バス）
- W01・W02・W03 小川町駅 - 和紙の里 - 皆谷 - 白石車庫（イーグルバス小川営業所：東秩父村路線バス）
- KM14・KM15 小川町駅 - 熊谷駅（国際十王交通熊谷営業所）

### タクシー
タクシーの営業区域は県南西部交通圏で、川越市・所沢市・東松山市・飯能市・和光市などと同じエリアとなっている。

### 道路

#### 高速道路
東日本高速道路（NEXCO東日本）
- 関越自動車道：- 嵐山小川IC -

#### 国道
- 国道254号
  - 道の駅おがわまち
- 国道254号（小川バイパス）

#### 県道
主要地方道
- 埼玉県道11号熊谷小川秩父線
- 埼玉県道30号飯能寄居線

一般県道
- 埼玉県道184号本田小川線
- 埼玉県道189号小川町停車場線
- 埼玉県道273号西平小川線
- 埼玉県道274号赤浜小川線
- 埼玉県道296号菅谷寄居線

## 観光

### 名所・旧跡
城郭
- 高見城：県指定史跡。

街道
- 鎌倉街道上道
  - 奈良梨宿跡

### 観光スポット
- 道の駅おがわまち
  - 埼玉伝統工芸会館
- 吉田家住宅：埼玉県内最古の民家であり国の重要文化財でもある[6]。
- 仙元山見晴らしの丘公園：仙元山にあり、ローラーすべり台を楽しむ事ができる。
- 旧小川町立小川小学校下里分校 - 2011年3月に廃校。木造校舎が残り、NPO法人により管理運営されている[7]

## 文化・名物

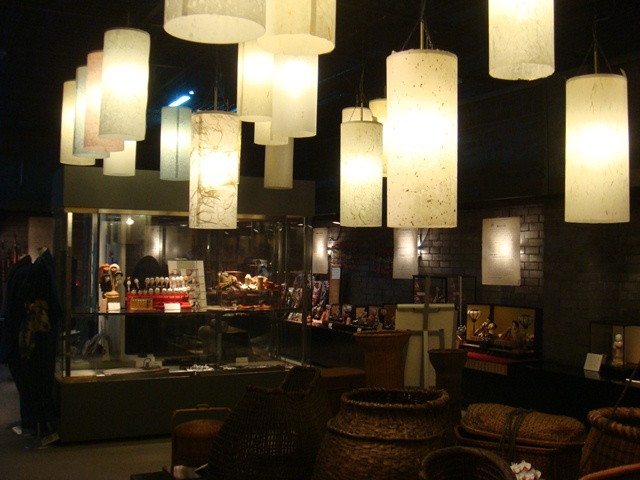
埼玉伝統工芸会館にある小川和紙

1960年代の小川町。手漉き和紙用のこうぞ洗いの様子

### 祭事・催事
- 小川町七夕まつり

### 名産・特産
- 和紙（小川和紙）
- 忠七めし
割烹旅館二葉の名物料理。幕末から明治初期にかけて活躍した山岡鉄舟はたびたび小川町を訪れており、その際二葉八代目当主・八木忠七に「禅味を盛った料理」を所望して作り出されたものと伝えられている。二葉旧館は登録有形文化財となっている。
- 女郎うなぎ
1855年創業とされる割烹旅館福助の名物料理。吉原の遊女の面倒を見たことからその元遊女の生家に伝わる秘伝のタレを伝授され、「女郎うなぎ」として名物になったとされる。福助本館は明治年間に建てられた木造三階建。

#### 小川和紙
小川和紙の歴史は古く、その起源は1300年前にさかのぼると言われている。特に特産品である手漉きの「細川紙」は、国の重要無形文化財の指定を受けており、2014年には、隣接する東秩父村と共に伝承されている「細川紙」の技術が「和紙・日本の手漉き和紙技術」としてユネスコ（国際連合教育科学文化機関）無形文化遺産に登録されている。
太平洋戦争末期、風船爆弾の製造に当たっては実験段階から主に小川和紙が使用された。これは小川和紙が繊維が長く強度に優れる「細川紙」であること、和紙産地の中で小川町が比較的東京に近いことなどによる。

## 出身関連著名人

### 政治・経済
- 川野トモ
- 川野清三（ヤオコー創業者）
- 川野幸夫（ヤオコー会長・日本スーパーマーケット協会会長）
- 金子美登（有機農業家）
- 島村恒俊（しまむら創業者）
- 松本恒夫（小川町長、埼玉県議会副議長）
- 横川重次（埼玉県多額納税者、農業、製材業、横川製材社長、武蔵野銀行相談役、衆議院議員）

### 文化・芸能
- 安藤しげき（漫画家）
- 林家木久彦（落語家）
- SIN（プロマジシャン）
- 山口弘和（コント山口君と竹田君）
- 曲山英里（ファッションモデル、女優）
- 野崎由美子（元・テレビ朝日アナウンサー、シャンソン歌手）

### 学術
- 梅澤実 (横浜市立大学学長)
- 吉田賢治（昆虫評論家）
- 笠原清志（社会学者、跡見学園女子大学学長）

### 医療
- 大野修嗣（医師）

### スポーツ
- 伊藤和雄（プロ野球選手）
- 金子拓郎（サッカー選手・浦和レッズ）
- 小室旭（プロバイクレーサー）